# Léon Théry
Leon Théry (ur. 16 kwietnia 1879 we Francji, zm. 8 marca 1909 w Paryżu) – francuski kierowca zespołu Richard-Brasier znany pod pseudonimem Chronometr, dzięki swej dokładnej jeździe na czas. W latach 1904–1905 zwyciężał w pucharze Gordona-Benneta. W 1906 razem z Gregorsem Richardem usiłował stworzyć nowy zespół. Nie odnosił jednak żadnych sukcesów. W 1908 roku powrócił do Brasiera i wziął udział w Grand Prix Francji, którego nie ukończył. 8 marca 1909 roku zmarł na gruźlicę.